# Avonturia
Avonturia (de Vogelkelder) is een indoor complex aan de Kerketuinenweg in Den Haag gerelateerd aan dieren. In het complex zijn een grote dierenwinkel en een kleine dierentuin te vinden alsmede een dierenkliniek en een restaurant. De dierentuin is ontstaan toen de winkel met aanvullende activiteiten (organisatie van kinderfeesten) begon. Inmiddels heeft de dierentuin een dierentuinvergunning.

## Dierentuin
Deze dierenwinkel heeft ook een kleine indoor dierentuin genaamd Mappa Mundia. In deze dierentuin zijn een aantal gebieden te vinden, waaronder de archeologische opgravingen, het grottenstelsel, de haven van Bombay, het Haagse rattenriool en de wondere wereld van Professor Das. In deze kleine dierentuin zijn ook een aantal diersoorten te vinden, waaronder stokstaartjes, dwergmangoesten, fennek vossen, vleermuizen, vleerhonden, tenrec egels, argus varanen, Chinese gestreepte boomeekhoorns en ratten.

## Dierenwinkel
Naast de kleine dierentuin heeft Avonturia ook een dierenwinkel. Deze dierenwinkel is ingedeeld in de volgende werelden: hondenwereld, kattenwereld, knaagdierenwereld, reptielenwereld, vissenwereld, vogelwereld en cadeauwereld. Hierbij is de reptielenwereld de opvallendste wereld. In deze wereld bevindt zich namelijk een grote indoor vijver waar waterschildpadden, flamingo's, steltkluten, karpers en papegaaien in en rond leven.